# Gestion de la diversité
 (novembre 2020).
 (novembre 2020).
- Si vous ne connaissez pas le sujet, laissez ce bandeau (vous pouvez alors contacter les auteurs).
- Si vous supprimez le contenu mis en cause (vous pouvez préalablement contacter les auteurs),

argumentez précisément cette suppression dans la page de discussion
(un manque de référence n'est pas un argument ; une recherche réelle de référence doit avoir été effectuée, être formellement documentée).
 (novembre 2020).
 (novembre 2020).
La Gestion de la diversité en entreprise vise à améliorer la compétitivité et la performance de l'entreprise en capitalisant sur la diversité des personnes (genre, âge, origine, croyances religieuses, orientation sexuelle, conditions physiques et mentales), fonctionnelle, de l'organisation (implantations internationales, métier, culture) et de style d'interaction et de mode de pensées (formations, parcours diversifiés). Elle constitue l'un des rares leviers de gestion permettant d'allier performance financière et éthique sociale.

## Les différents niveaux de diversité

### La diversité générationnelle
Au sein de l’entreprise, trois générations peuvent se côtoyer :
- Les baby-boomers (nés entre 1945 et 1965) : cette génération a profité de la période des Trente Glorieuses (croissance et plein emploi). Elle a donné naissance à la société de consommation et a pu bénéficier de ce qu’on appelle l’ascenseur social. C’est une génération qui pouvait passer toute sa carrière professionnelle au sein de la même entreprise, ce qui lui permettait de gravir tous les échelons. Ce groupe part progressivement à la retraite.
- Génération X (née entre 1965 et 1980) : elle a subi de plein fouet la crise économique à la suite des chocs pétroliers des années 70 et a eu du mal à s’adapter au choc technologique. Cette génération est appelée la génération « sacrifiée » (chômage, bas salaires…). C’est la génération actuellement au pouvoir.
- Génération Y (née entre 1981 et 2000) : cette génération a grandi avec la mondialisation et Internet. Contrairement à la génération X qui était pessimiste, celle-ci est plutôt confiante en l’avenir. Elle a soif de réussite tout en ayant envie de moins travailler[1].

### La diversité ethnique
Ici, on parle de l’origine de la personne : asiatique, africaine, arabe… L'origine ethnique constitue le premier motif de plainte pour discrimination au travail. La discrimination raciale est interdite par la loi : aucune personne ne peut faire l’objet d’une mesure discriminatoire, directe ou indirecte, en lien avec « son appartenance ou sa non-appartenance, vraie ou supposée, à une ethnie, une nation ou une prétendue race »,.

### La diversité de genre
La principale problématique liée à l’égalité professionnelle homme/femme en entreprise est l’égalité de traitement, d’acceptation et de promotion des femmes et des hommes au sein d’une organisation. Il est donc nécessaire d’appliquer des politiques et des pratiques intégrant les besoins différents des hommes et des femmes. Malgré cela, les inégalités entre les hommes et les femmes au travail perdurent.

### Le handicap au travail
D’après la loi du 11 février 2005, toute entreprise de 20 salariés et plus est tenue d’employer des travailleurs handicapés dans une proportion de 6% de l’effectif total de l’entreprise. Si cette obligation n’est pas respectée, l’entreprise doit payer une contribution annuelle à l’Agefiph, l’Association de gestion du fonds pour l'insertion professionnelle des personnes handicapées. Cette association favorise l’insertion professionnelle des personnes souffrant d’un handicap dans les entreprises du secteur privé.

## Les enjeux de la diversité
On s’aperçoit que pour les entreprises, la diversité est une priorité tout simplement parce que des entreprises ont besoin de collaborateurs et des équipes représentatives de la société dans laquelle elles s’insèrent. Au sein d’une même entreprise, des personnes d’origines et cultures différentes peuvent créer, lors des projets de groupe, des clashs pour créer derrière de l’innovation qui permet à l’entreprise de se démarquer par rapport à ses concurrents.
Derrière cette diversité il y a aussi des aspects de la notion de Responsabilité Social de l'Entreprise, cela montre que les entreprises se préoccupent de cette RSE notamment à travers les populations en situation d’handicape.

### Innover le modèle économique

#### Limiter les pénalités financières
Le non-respect des règles de la gestion de la diversité en entreprise peut amener parfois à des pénalités financières assez importantes, qui pourraient tout simplement être limitées en suivant la loi.

#### Fortifier la compétitivité
La gestion de la diversité permettrait d’élargir le portefeuille de l’entreprise et fait appel à de nombreuses candidatures provenant de plusieurs horizons, ce qui est un atout pour la compétitivité de l’entreprise. De plus, cette gestion peut permettre la transmission des savoir-faire.

#### S’ouvrir à de nouveaux clients et de nouveaux marchés
Dans le contexte que nous vivons de changement et surtout de mondialisation, les prospects seraient davantage attirés par les entreprises qui réussissent à gérer dans un environnement interculturel.
De plus, les membres de l’entreprise diversifiés devraient pouvoir s'adapter plus facilement aux changements. L’ouverture à de nouveaux marchés favorise leur fidélité à l’international. La maîtrise des langues étrangères par ces salariés permettrait  également de pousser l’entreprise à se développer encore plus avec leur appartenance religieuse différente. Les différentes cultures qu’ont les salariés peuvent apporter des idées et des valeurs culturelles nouvelles.

### Un facteur de performance
La gestion de la diversité inclut une gestion inclusive (être dans l’indifférenciation avec des femmes dirigeantes par exemple), il permet d’accueillir également des personnes handicapées, non pour respecter le quota de 6 % de travailleurs handicapés au sein de l’entreprise, mais cela peut permettre aussi de réduire le taux d’absentéisme dans les équipes et ainsi permettre à l'entreprise d'être potentiellement à sa pleine capacité de production.
De plus, cette gestion de diversité permettrait d'apporter des idées de différents points de vue et de rendre plus efficaces les brainstormings effectués lors des réunions d'entreprise, favorisant l'innovation.

### Un facteur de cohésion interne
La diversité peut accroître la performance commerciale (voir plus haut) mais aussi la performance et cohésion interne.
Lorsque dans une entreprise plusieurs origines s'entrecroisent, cette diversité permet de faciliter à chacun d'exprimer son point de vue sans avoir peur de ne pas respecter la norme. Une diversité de points de vue/ d’opinions originale apparaît donc, ce qui est peut-être bénéfique pour l’entreprise. Cela constitue une richesse dont dispose l’entreprise, permettrait une vraie cohésion de groupe et des liens internes renforcés, mais surtout il favoriserait un dialogue social.

### Renforcer son image de marque
De plus, en plus d'entreprises sont tournées vers l’image d’entreprise respectant une certaine responsabilité sociale et environnementale (RSE), à la fois pour attirer et fidéliser des employés de plus en plus attentifs à leur qualité de vie et pour disposer d’une image positive, humaine et accueillante qui contribue également à leur attractivité commerciale. Cette gestion de la diversité devrait permettre de maintenir une bonne réputation auprès du public et éviter le Name and Shame.

### Se mettre en conformité avec la loi
Comme vu précédemment, les entreprises doivent respecter une législation qui peut provoquer de lourdes sanctions économiques, c’est pour cela que la gestion de la diversité permettrait de répondre à des obligations comme l’emploi des travailleurs présentant un handicap ou encore à  des lois d'anti-discriminations.

## Stratégie de la gestion de la diversité et gestion

### Éléments clés pour développer une stratégie[8]

#### Identifier les ressources
Il faut avant tout s’assurer que les gestionnaires comprennent bien les enjeux de la politique de diversité mis en place par l’entreprise. Cela permet à ce que la stratégie excelle sur tous les points.
De plus, d’un point de vue juridique, les politiques doivent être claires et non-discriminatoires. Différents outils doivent être mis en place en ce sens pour que les employés se sentent en sécurité et soient à l’aise de s’exprimer au travail.
Car, une mauvaise gestion peut conduire certains employés à se sentir mal et dans le pire des cas, à quitter l’entreprise. Cela peut aussi conduire à une mauvaise réputation pour l’entreprise.

#### Fixer des objectifs et des mesures pour la diversité
Il faut tout d’abord examiner les statistiques actuelles, puis définir des objectifs en fonction des domaines que les équipes de travail ont à améliorer.
Il est ici possible d’utiliser différents types de mesures de la diversité. Comme par exemple si l’entreprise représente ou non la population dans son ensemble, si des tendances apparaissent, quelle est la diversité des candidats embauchés, si certains employés quittent ou ont tendance à rester dans l’entreprise, pourquoi les employés quittent l’entreprise, l’écart salarial…

#### Recruter des talents divers
Il faut passer en revue les documents marketing de recrutement et considérer quels profils sont habituellement ciblés. Pour attirer des talents divers, il faut par exemple : viser les salons de l’emploi réservés aux universités, là où la diversité est très bien représentée, laisser les postes vacants en ligne très longtemps afin de toucher le plus de personnes possibles, aider les équipes à prendre conscience des préjugés…

#### Sensibiliser à la diversité
Mettre en œuvre des programmes pour aider les équipes à mieux comprendre les différences. Il est important que cela ne soit pas une activité ponctuelle, cela doit se répéter régulièrement. Ceci est aussi à mettre en œuvre pour toutes les nouvelles recrues compris.

#### Soutenir l’équipe de gestion (les gestionnaires et leaders)
De même pour les leaders et gestionnaires, ils doivent eux aussi suivre des formations dans la gestion de la diversité. En effet, il ne faut pas attendre que les dirigeants aient à apprendre les pratiques et techniques par eux-mêmes sur la durée. Mais il faut les former au départ.
De plus, une équipe de leadership divers peut aider à gérer au mieux la diversité.

### Paradigmes de la gestion de la diversité selon Thomas and Ely, 1996
Il s’agit ici d’une classification de la gestion de la diversité établie par David Thomas et Robin Ely au milieu des années 1990.

#### Paradigme de la discrimination et de l’équité
Cela repose sur le fait que les connaissances en discrimination sont mauvaises. Avec un objectif tourné vers l’égalité des chances. Et les progrès en matière de diversité sont mesurés par la manière dont l’entreprise atteint ses objectifs de recrutement. Ici tout repose comme s’il n’y avait donc aucune discrimination et que chaque personne était l’égale de l’autre en tout points.

#### Paradigme d'accès et de légitimité
Ici, on accepte et on célèbre la diversité. Les entreprises tentent d’accéder à une clientèle plus diversifiée en faisant correspondre la diversité de l’entreprise à une clientèle. Le problème est que certains employés peuvent rester bloqués et se sentir exploités car les autres opportunités de l’entreprise leur sont fermées.

#### Apprentissage et efficacité
La diversité est reliée aux perspectives de travail. La valeur des différences culturelles est reconnue. L’entreprise peut alors internaliser les différences pour en tirer le meilleur et d’évoluer grâce à cela. Il est noté que beaucoup d’entreprises ont échoué car elles se sont contentées de ce que la loi dit (sur le traitement équitable).

## Les limites de la gestion des diversités
La législation de l’Union européenne lutte pour le concept de diversité, de l'acceptation de l'autre avec ses différences, sa singularité, c'est-à-dire sa richesse spécifique.
Le législateur est heureusement venu appuyer notre démarche. Certes, les résistances existent encore, parfois très fortes, avec ce refus d'une équité pourtant porteuse non seulement d'une évidente éthique, mais aussi d'un progrès économique et social..

### Des limites liées à la discrimination
Dans toute bonne formation à la gestion de la diversité, il s’agit, bien plus que de savoir lutter contre les discriminations, d’apprendre à reconnaître l’autre en chacun pour pouvoir réellement promouvoir les diversités.
Même si les études tendent à démontrer une forte corrélation entre gestion de la diversité et la non-discrimination, mais ne déterminent pas la relation causale entre ces deux phénomènes et s’appuient rarement sur des données statistiques. Il apparaît de toute évidence très difficile d’isoler l’impact de la discrimination sur la gestion de diversité.
Toutefois, l’ouverture aux autres constitue la première limite. En effet, s’ouvrir aux autres et aller vers eux lors d’une formation n’est pas aisée, n'est nullement automatique et prend du temps. Chacun reste libre de se libérer de ses évidences, de ses préjugés.
Même si les facteurs de succès des formations diversités sont l’utilisation d’une pédagogie interactive et la prise d’exemples d’intégration ou d’exclusion de l’entreprise même, apprendre à penser la complexité et à discerner les chaînes de discrimination nécessite sans contredit un temps long et des espaces de discussions sécurisés.

### Des limites d’ordre économique[9]
En France, il n’est pas possible d'évaluer la diversité,  ce qui impose une véritable limite dans l’ordre économique. Il apparaît inéluctable la difficulté d’isoler l’impact de la diversité sur la productivité indépendamment des compétences, qualifications et des organisations du travail.
Cependant, de nombreux avantages attendus restent de l’ordre de la croyance, et sont difficilement évaluables. Ces limites expliquent en partie les réticences d’ordre managérial à mettre en œuvre de telles pratiques.